# Fresneña
Fresneña est un municipio (municipalité ou canton), situé dans le Nord de l’Espagne, dans la comarca (comté ou pays ou arrondissement) de Montes de Oca, dans la Communauté autonome de Castille-et-León, province de Burgos. C'est aussi le nom du chef-lieu du municipio bien que ce ne soit pas sa localité la plus peuplée.
La population du municipio était de 103 habitants en 2010.
Le Camino francés du Pèlerinage de Saint-Jacques-de-Compostelle traverse le territoire de ce municipio en passant par sa localité de Villamayor del Río.

## Géographie
L'altitude moyenne de la commune est de 845 m, mais elle s'étage entre 800 m et 1 100 m.

## Démographie
| 1900 | 1910 | 1920 | 1930 | 1940 | 1950 | 1960 | 1970 | 1980 | 1990 | 2000 | 2009 | 2010 |
| ---- | ---- | ---- | ---- | ---- | ---- | ---- | ---- | ---- | ---- | ---- | ---- | ---- |
| 379  | 362  | 363  | 390  | 406  | 369  | 315  | 255  | 189  | 143  | 111  | 103  | 103  |

## Culture et patrimoine

### Le Pèlerinage de Compostelle
Sur le Camino francés du Pèlerinage de Saint-Jacques-de-Compostelle, on vient du municipio et de la localité de Viloria de Rioja.
Le prochain municipio traversé est celui de Belorado, dont le chef-lieu du même nom constitue une étape.

## Sources et références
- (es) Cet article est partiellement ou en totalité issu de l’article de Wikipédia en espagnol intitulé « Fresneña » (voir la liste des auteurs).
- Grégoire, J.-Y. & Laborde-Balen, L. , « Le Chemin de Saint-Jacques en Espagne - De Saint-Jean-Pied-de-Port à Compostelle - Guide pratique du pèlerin », Rando Éditions, mars 2006,  (ISBN 2-84182-224-9)
- « Camino de Santiago St-Jean-Pied-de-Port - Santiago de Compostela », Michelin et Cie, Manufacture Française des Pneumatiques Michelin, Paris, 2009,  (ISBN 978-2-06-714805-5)
- « Le Chemin de Saint-Jacques Carte Routière », Junta de Castilla y León, Editorial Everest